# Max Bacon
Max David Bacon (Londres, 1 de março de 1906 — Londres, 3 de dezembro de 1969) foi um ator e músico britânico.